# Шолденешть (Ботошань)
Шолденешть, Шолденешті (рум. Șoldănești) — село у повіті Ботошані в Румунії. Входить до складу комуни Блиндешть.
Село розташоване на відстані 372 км на північ від Бухареста, 19 км на схід від Ботошань, 81 км на північний захід від Ясс.

## Населення
За даними перепису населення 2002 року у селі проживали 492 особи, усі — румуни. Усі жителі села рідною мовою назвали румунську.